# Heinrich Bewerunge
Heinrich Bewerunge (* 7. Dezember 1862 in Letmathe; † 2. Dezember 1923 in Maynooth) war ein deutscher katholischer Priester und Kirchenmusiker.

## Leben und Werk
Heinrich Bewerunge absolvierte ein humanistisches Gymnasium in Düsseldorf. Er studierte von 1883 bis 1885 katholische Theologie und Musik an der Universität Würzburg. Simultan bereitete er sich in Eichstätt auf den Priesterberuf vor. Er absolvierte ebenfalls Kirchenmusikkurse an der Königlichen Musikschule in Würzburg. Er wurde 1885 zum Priester geweiht. Er besuchte die Kirchenmusikschule in Regensburg. Er wurde 1888 als Professor für Kirchenmusik an das St. Patrick’s College nach Maynooth (Irland) berufen. 1914 wurde er zum Professor an der irischen National-Universität in Dublin ernannt. Er ging 1916 nach Köln, kehrte aber nach dem Ende des Ersten Weltkrieges nach Irland zurück.
Heinrich Bewerunge gab 1898 Motetten von Giovanni Pierluigi da Palestrina für Männerchor bearbeitet heraus. Von 1891 bis 1893 war er Herausgeber der Lyra Ecclesiastica (Monthly Bulletin of the Irish Society of St. Caecilia). Er lieferte zahlreiche Beiträge für Fachzeitschriften. Er schrieb Die vatikanische Choralausgabe (Düsseldorf 1906/1907, zwei Teile auch in englischer und französischer Sprache). Er übersetzte Hugo Riemanns Katechismus der Musikästetik und dessen Vereinfachte Harmonielehre ins Englische.